# Список рек Курильских островов
Список рек Курильских островов — реки протекающих на Курильским островах. В Сахалинской области насчитывается 65 175 рек, общей протяженностью 105 260 км, из них на острове Сахалин протекает — 61 178 рек, на Курилах — 3 997.
Все водные объекты относятся к Амурскому бассейновому округу, территория Сахалинской области разделена на три водохозяйственных участка:
- 20.05.00.001 — Сусуя
- 20.05.00.002 — Водные объекты о-ва Сахалин без бассейна реки Сусуи
- 20.05.00.003 — Курильские острова

## Северо-Курильский район
- Бурная
- Маячная (река на острове Шумшу)
- Шимоюр
- Тухарка
- Кума (река, на острове Парамушир)
- Кохмаюри
- Перевальная (река, на острове Парамушир)
- Заозёрная (река)
- Северянка
- Фусса (река на Парамушире)

## Курильский район
- Голинка
- Голубичная
- Рыбная (река на острове Уруп)
- Куйбышевка (река)
- Курилка (река)
- Славная (река, бассейн Охотского моря)
- Лопуховая
- Рейдовая
- Тухарка

## Южно-Курильский район
- Тятина
- Саратовская (река)